# Patsy Ruth Miller
Pour les articles homonymes, voir Miller.
Patsy Ruth Miller (née le 17 janvier 1904 et morte le 16 juillet 1995) est une actrice américaine.

## Biographie
Après avoir été découverte par l’actrice Alla Nazimova à une fête d’Hollywood, Patsy Ruth Miller eut sa première chance avec un petit rôle dans Camille, aux côtés de Rudolph Valentino. Ses rôles devinrent plus consistants et elle fut même choisie pour être une des WAMPAS Baby Star de 1922.
En 1923, elle fut acclamée pour son incarnation d’Esmeralda dans The Hunchback of Notre Dame, dans lequel figurait aussi Lon Chaney, Sr..
Dans la dernière partie de cette décennie des années 1920, elle apparut principalement dans de légères comédies romantiques face à des acteurs tels que Clive Brook et Edward Everett Horton, figurant aux génériques de Broken Hearts of Hollywood (1926), Plus fort que Lindbergh (en) (A Hero for a Night) (1927), Hot Heels (en) (1928), et The Aviator (1929).
Elle se retira du cinéma en 1931. Elle fit néanmoins un caméo dans un film de 1951, Quebec (en) (avec John Barrymore Jr), notant dans son autobiographie qu’elle y avait participé comme à une plaisanterie. Elle sortit de sa retraite en 1978 pour faire le film Mother.
Elle obtint plus tard une reconnaissance en tant qu’écrivain, gagnant pour ses nouvelles trois O. Henry Awards, écrivant un roman, des pièces et des scénarios radiophoniques. Elle se produisit aussi pendant une brève période à Broadway.
Elle fut mariée trois fois et connut deux divorces. Son premier mari fut le réalisateur Tay Garnett et le second le scénariste John Lee Mahin. Quant au troisième, l’homme d’affaires E.S. Deans, il mourut en 1986. Les fréquentes nouvelles concernant sa vie amoureuse lui valurent le surnom de fille la plus engagée d’Hollywood.
Patsy Ruth Miller mourut chez elle en 1995 à Palm Desert (Californie) à l’âge de 91 ans.

## Filmographie partielle

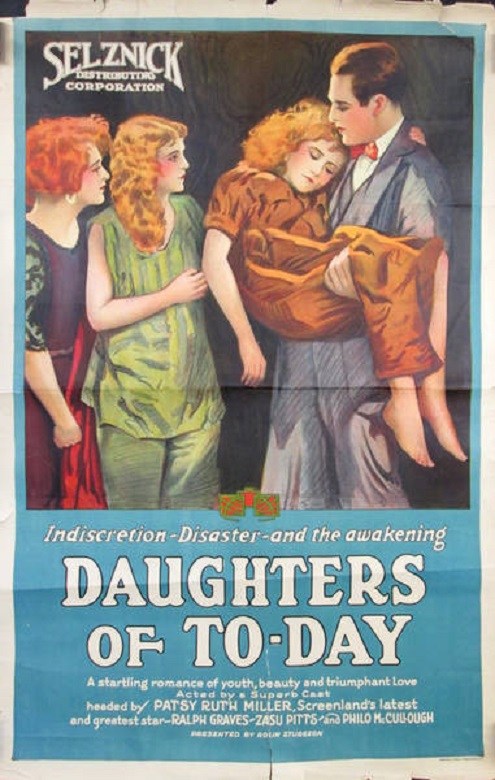
Daughters of Today (1924).

- 1921 : La Dame aux camélias (Camille), de Ray C. Smallwood : Nichette
- 1922 : Trimmed (en)
- 1922 : Un père (Remembrance), de Rupert Hughes : Mab
- 1922 : La Manière forte (For Big Stakes) de Lynn Reynolds : Dorothy Clark
- 1922 : Fortune's Mask (en) de Robert Ensminger
- 1922 : Le Crime de Roger Sanders (Watch Your Step) de William Beaudine
- 1922 : Omar the Tentmaker de James Young
- 1922 : Handle with Care de Phil Rosen
- 1923 : Notre-Dame de Paris (The Hunchback of Notre Dame), de Wallace Worsley
- 1924 : Amour, quand tu nous tiens... (The Yankee Consul) de James W. Horne
- 1924 : The Breath of Scandal de Louis Gasnier
- 1924 : Those Who Judge de Burton L. King
- 1924 : Daughters of Today de Rollin S. Sturgeon
- 1925 : Her Husband's Secret de Frank Lloyd
- 1925 : Lorraine of the Lions d'Edward Sedgwick
- 1926 :  Why Girls Go Back Home de James Flood
- 1926 : So This Is Paris (en), de Ernst Lubitsch
- 1926 : Private Izzy Murphy de Lloyd Bacon
- 1926 : Sous le regard d'Allah (The White Black Sheep) de Sidney Olcott
- 1926 : Oh What a Nurse! de Charles Reisner
- 1927 : The First Auto de Roy Del Ruth
- 1927 : Once and Forever de Phil Goldstone
- 1928 : L'Âme d'une nation (We Americans), d'Edward Sloman
- 1929 : The Aviator
- 1929 : The Fall of Eve de Frank R. Strayer
- 1929 : So Long Letty de Lloyd Bacon : Grace Miller
- 1978 : Mother
- 1951 : Quebec